# Alcides Petray
Alcides Petray fue un actor y gremialista argentino.

## Carrera
Alcides Petray fue una veterana figura en el gremio de maquinistas teatrales con una extensa trayectoria artística. Perteneció a una notable familia de actores circenses, entre ellos sus hermanos Celestino Petray y Antonio Petray, y su hijo José Pepito Petray.
Fue el responsable de incorporar en el mundo interpretativo a su hijo Pepito (1881-1958), quien posteriormente se convertiría en un gran actor, cantante, bailarín, en una larga carrera teatral y cinematográfica.
Junto a sus hermanos y a don José Queirolo, continuaron dando representaciones en un bonito circo que estuvo establecido en la calle Queguay, esquina Mcrcedos. Actuaron en los primeros dramas criollos.
Además de demostrar su talento en el circo, desarrolló una intensa labor teatral en históricos teatros como el Rivadavia. Perteneció a la Compañía José Podestá - Alejandro Scotti.